# Antti Rinne
Antti Rinne (* 3. listopadu 1962 Helsinky) je finský politik, předseda Finské sociálně demokratické strany a od června do prosince 2019 předseda vlády Finska.
Oba jeho rodiče byli právníci. Otec byl starostou města Lohja 50 km západně od Helsinek. Antti Rinne studoval práva na Helsinské univerzitě. V letech 2002–2014 pracoval pro odborové svazy. Do čela finských sociálních demokratů byl zvolen 9. května 2014. V letech 2014 a 2015 byl ministrem financí a místopředsedou vlády. Poprvé od roku 1999 finští socialisté 14. dubna 2019 zvítězili v parlamentních volbách se ziskem 17,7 % hlasů. Prezident Sauli Niinistö jmenoval 6. června 2019 Rinneho premiérem. Středolevou vládu sestavil společně se stranami Finský střed, Švédskou lidovou stranou, Zeleným svazem a Svazem levice. Rinne podal 3. prosince 2019 demisi kvůli neshodám s vládní stranou Finský střed ohledně situace stávkujících zaměstnanců pošt. Ve funkci zůstal až do 10. prosince, kdy byla jmenována novou předsedkyní vlády Sanna Marinová.
Antti Rinne je potřetí ženatý, má dvě dcery a vnoučata.